# Молочна пінка

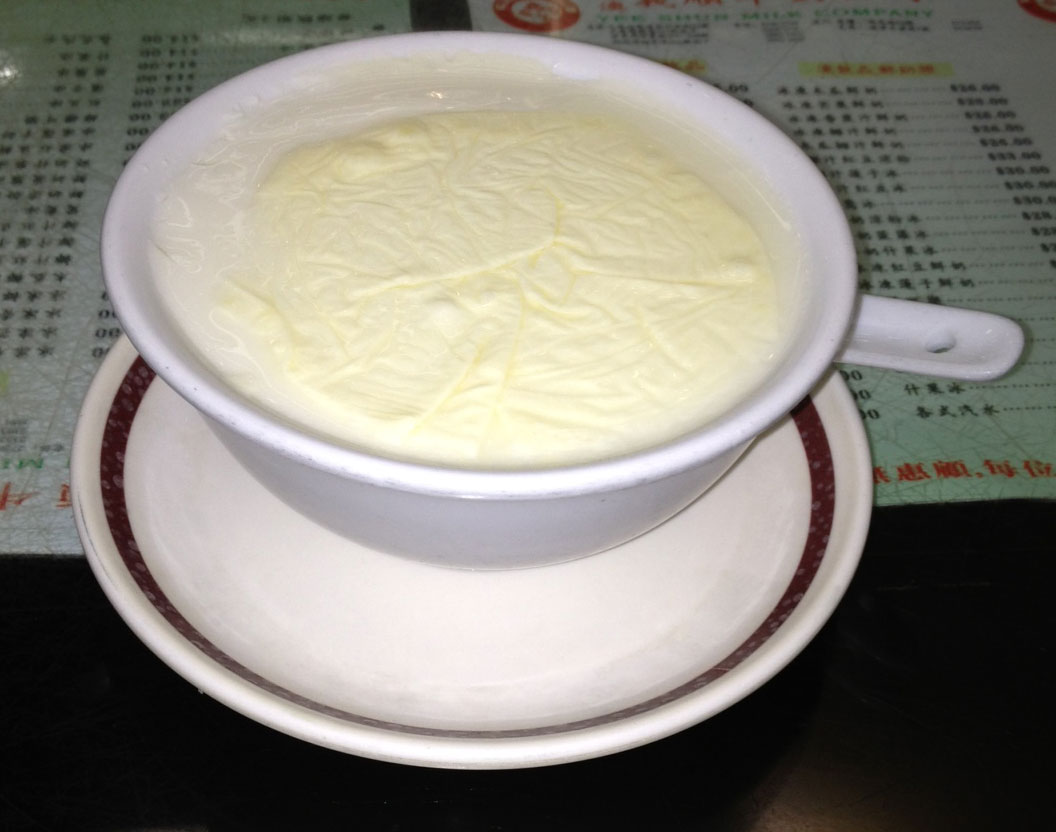
Страва кантонської кухні сьонпхейнай заварний крем з додатковим шаром молочної пінки

Молочна пінка — липка білкова плівка, яка утворюється на поверхні цільного молока, вершків і молоковмісних продуктів, таких як какао і молочні супи. Молочна пінка утворюється при звичайному нагріванні або кип'ятінні молока, також і при нагріванні в мікрохвильовій печі.

## Утворення і склад
Утворення пінки обумовлене денатурацією білків молочної сироватки лактальбуміну і β-лактоглобуліну. При нагріванні або кип'ятінні молока розчинні молочні білки денатурують і потім коагулюють з молочним жиром. Плівка, що утворюється на поверхні рідини внаслідок випаровування води, містить крім денатурованого білка вільний казеїн, жир та інші речовини. Немає необхідності видаляти пінку з поверхні напою, її можна вживати в їжу, оскільки денатурація не впливає на поживну цінність білків. Часто утворення пінки є бажаним, адже молочна пінка застосовується при приготуванні різних страв.

## Застосування
З пінок в центральній Азії готують особливий сорт топленого масла. Пінки, що утворюються при приготуванні молока і молочних страв, знімають і висушують або збирають в спеціальній посудині, а коли їх накопичиться достатньо, прокислі або висушені пінки кип'ятять, щоб витопити масло.
Класичний російський десерт гур'євська каша складається з шарів манної каші з горіхами, фруктами і медом, які розділені підрум'яненими молочними пінками, знятими при нагріванні молока в печі або духовці (пряженого).
У балканській та турецькії кухнях з молочних пінок з вершками готується каймак.
У монгольській, бурятської, тувинській, калмицької кухні пінки вживають як десерт. Для цього молоко кип'ятять 20-30 хвилин і потім остуджують протягом 12 годин. Утворений шар пінок з вершками завтовшки 1,5-2 см обережно знімають і, в залежності від регіону й сезону, сушать або заморожують, а перед подачею нарізають шматочками. В Тиві молоко при кип'ятінні переливають особливим чином, щоб пінка була пишною і товстої, а потім повторно підігрівають молоко і стежать, щоб пінка не розійшлися. Інший рецепт включає злегка підсушені молочні пінки, укладені шарами і змащені медом, для такої страви пінки збирають кілька днів. Подібні страви з молочними пінками є і в кухнях інших регіонів.
В Японії з пінок робили со, який вживали як медичний засіб та продукт для жертвоприношень.
У Франції з молочної пінки роблять десерт торгуль. Торгуль типовий для Нормандії, фактично це різновид рисового пудингу з карамелізованою скоринкою.
В Іспанії та Латинській Америці молочна пінка використовується як інгредієнт для випічки та інших страв.
На Кіпрі молочна пінка відома під назвою ціппа (tsippa) і використовується як начинка для тістечок під назвою ціппопітта (буквально «пиріг з молочною пінкою»).